# Томшань (Вилча)
Томшань, Томшані (рум. Tomșani) — село у повіті Вилча в Румунії. Входить до складу комуни Томшань.
Село розташоване на відстані 178 км на північний захід від Бухареста, 25 км на захід від Римніку-Вилчі, 90 км на північ від Крайови, 135 км на південний захід від Брашова.

## Населення
За даними перепису населення 2002 року у селі проживали 840 осіб, з них 838 осіб (99,8%) румунів. Рідною мовою 839 осіб (99,9%) назвали румунську.